# Estroncioruizita
L'estroncioruizita és un mineral de la classe dels silicats, que pertany al grup de la ruizita. Rep el nom per tractar-se de l'anàleg amb estronci de la ruizita.

## Característiques
L'estroncioruizita és un sorosilicat de fórmula química Sr₂Mn3+
2Si₄O11(OH)₄·2H₂O. Va ser aprovada com a espècie vàlida per l'Associació Mineralògica Internacional l'any 2017. Cristal·litza en el sistema monoclínic. Químicament és l'anàleg amb estronci de la ruizita.
Els exemplars que van servir per a determinar l'espècie, el que es coneix com a material tipus, es troben conservats a les col·leccions del Museu Mineral de la Universitat d'Arizona, a Tucson (Estats Units), amb el número de catàleg 21486; i al projecte rruff, amb el número r160085.

## Formació i jaciments
Va ser descoberta a la mina N'Chwaning III, a la localitat sud-africana de Kuruman, situada al camp de manganès del Kalahari, a la regió del Cap Septentrional. Es tracta de l'únic indret on ha estat descrita aquesta espècie mineral a tot el planeta.